# Opinia (tygodnik)
Opinia – polskojęzyczny tygodnik żydowski o charakterze syjonistycznym, wydawany w latach 1933–1939. Siedziba redakcji znajdowała się początkowo w Warszawie, a czasopismo było wydawane pod patronatem „Hajntu”.
Pierwszy numer gazety ukazał się 5 lutego 1933 roku. Redaktorem odpowiedzialnym tygodnika był Mojżesz Indelman, później funkcję tę pełnił Roman Brandstaetter. Członkami redakcji gazety byli Mosze Klejnbaum oraz Abraham Insler.
Z czasopismem współpracowali m.in. Szalom Asz, Majer Bałaban, Michał Borwicz, Karol Dresdner, Szymon Dubnow, Juliusz Feldhorn, Uri-Cewi Grinberg, Izaak Grünbaum, Apolinary Hartglas, Maria Jasnorzewska, Leon Kruczkowski, Mateusz Mieses, Mojżesz Nadir, Josef Opatoszu, Henryk Rosmarin, Ignacy Schiper, Mojżesz Schorr, Ignacy Schwarzbart, Edmund Stein, Ozjasz Thon i Emil Sommerstein. Nakład pisma sięgał 25 tysięcy egzemplarzy.
Od lipca 1935 roku czasopismo nosiło tytuł „Nasza Opinia”. Zostało zlikwidowane na żądanie kardynała Aleksandra Kakowskiego po opublikowaniu pracy naukowej na temat Jezusa Chrystusa autorstwa Josefa Klausnera. Od 1936 roku wydawane było we Lwowie pod redakcją Naftalego Hausera. Ostatni numer ukazał się 20 sierpnia 1939 roku.